# Europees kampioenschap snooker
Het Europees kampioenschap snooker is een jaarlijks snookertoernooi.

## Geschiedenis
Het Europees kampioenschap snooker werd in 1988 voor het eerst georganiseerd in het Nederlandse Scheveningen. Daarna zou het tot 1993 duren voordat er opnieuw een Europees kampioenschap werd georganiseerd. Sedertdien wordt het continentaal kampioenschap jaarlijks gehouden. Vier spelers wisten het toernooi tot op heden twee keer te winnen: de Belg Bjorn Haneveer, de Fin Robin Hull, de Maltees Alex Borg en Welshman David John. Het toernooi staat onder auspiciën van de EBSA.

## Erelijst
| Jaar | Plaats                          |  | Goud              | Zilver                | Brons                             |
| ---- | ------------------------------- |  | ----------------- | --------------------- | --------------------------------- |
| 1988 | Scheveningen, Nederland         |  | Stefan Mazrocis   | Paul Mifsud           | Damien McKiernan Johnny Kemp      |
| 1993 | Helsinki, Finland               |  | Neil Mosley       | Robin Hull            | Mike Colquitt David Bell          |
| 1994 | Boedapest, Hongarije            |  | Danny Lathouwers  | Stefan Van der Borght | Jóhannes Jóhannesson Andy Sharpe  |
| 1995 | Belfast, Noord-Ierland          |  | David Lilley      | David Gray            | Paddy Doherty Julian Logue        |
| 1996 | Antwerpen, België               |  | Graham Horne      | Kristján Hélgason     | Bjorn Haneveer Steve Lemmens      |
| 1997 | Biarritz, Frankrijk             |  | Robin Hull        | Kristján Hélgason     | Alex Borg Graham Horne            |
| 1998 | Helsinki, Finland               |  | Kristján Hélgason | Alex Borg             | Bjorn Haneveer Mark Esdaile       |
| 1999 | Enschede, Nederland             |  | Bjorn Haneveer    | David Bell            | David Lilley Karan Chand          |
| 2000 | Stirling, Schotland             |  | Craig Butler      | Bjorn Haneveer        | Jason Watson Steven Bennie        |
| 2001 | Riga, Letland                   |  | Bjorn Haneveer    | Kurt Maflin           | Reind Duut Johan Oenema           |
| 2002 | Kalisz, Polen                   |  | David John        | David McLellan        | Martin Gould Simon Zammit         |
| 2003 | Bad Wildungen, Duitsland        |  | David John        | Andrew Pagett         | Bjorn Haneveer Alex Borg          |
| 2004 | Völkermarkt, Oostenrijk         |  | Mark Allen        | Alex Borg             | Stefan Mazrocis Dermot McGlinchey |
| 2005 | Ostrów Wielkopolski, Polen      |  | Alex Borg         | Kristján Hélgason     | David Morris Mark Allen           |
| 2006 | Constanța, Roemenië             |  | Alex Borg         | Jeff Cundy            | Lasse Münstermann Kurt Maflin     |
| 2007 | Carlow, Ierland                 |  | Kevin Van Hove    | Rodney Goggins        | Bjorn Haneveer Vincent Muldoon    |
| 2008 | Lublin, Polen                   |  | David Grace       | Craig Steadman        | Darren Morgan Andrew Pagett       |
| 2009 | Duffel, België                  |  | David Hogan       | Mario Fernandez       | Sascha Lippe Brendan O'Donoghue   |
| 2010 | Boekarest, Roemenië             |  | Luca Brecel       | Roy Stolk             | Kristján Hélgason Roy Fernandez   |
| 2011 | Sofia, Bulgarije                |  | Daniel Wells      | Vincent Muldoon       | Martin O’Donnell Lee Walker       |
| 2012 | Daugavpils, Letland             |  | Scott Donaldson   | Brendan O'Donoghue    | Rodney Goggins James McBain       |
| 2013 | Zielona Góra, Polen             |  | Robin Hull        | Gareth Allen          | John Whitty Roy Stolk             |
| 2014 | Sofia, Bulgarije                |  | Mitchell Mann     | John Whitty           | Nick Jennings Duane Jones         |
| 2015 | Praag, Tsjechië                 |  | Michael Wild      | Jamie Rhys Clarke     | Lukas Kleckers Andres Petrov      |
| 2016 | Wrocław, Polen                  |  | Jak Jones         | Jamie Rhys Clarke     | Andres Petrov Rhydian Richards    |
| 2017 | Nicosia, Cyprus                 |  | Chris Totten      | Andres Petrov         | Jamie Rhys Clarke Andrew Pagett   |
| 2018 | Sofia, Bulgarije                |  | Harvey Chandler   | Jordan Brown          | Brendan O’Donoghue Fraser Patrick |
| 2019 | Eilat, Israël                   |  | Kacper Filipiak   | David Lilley          | Greg Casey Shachar Ruberg         |
| 2020 | Albufeira, Portugal             |  | Andrew Pagett     | Heikki Niva           | Kevin Hanssens Ross Muir          |
| 2021 | Albufeira, Portugal             |  | Oliver Brown      | Ivan Kakovsky         | Sean O'Sullivan Darren Morgan     |
| 2022 | Shëngjin, Albanië               |  | Andres Petrov     | Ben Mertens           | Umut Dikme Florian Nüßle          |
| 2023 | San Pawl il-Baħar, Malta        |  | Ross Muir         | Michael Collumb       | Robin Hull Ross Bulman            |
| 2024 | Sarajevo, Bosnië en Herzegovina |  | Robbie McGuigan   | Craig Steadman        | Brian Cini Florian Nüßle          |
| 2025 | Antalya, Turkije                |  | Liam Highfield    | Michał Szubarczyk     | Harvey Chandler Dylan Emery       |

## Medaillespiegel
| Plaats | Land          | Goud | Zilver | Brons | Totaal |
| 1      | Engeland      | 10   | 7      | 7     | 24     |
| 2      | Wales         | 5    | 5      | 10    | 20     |
| 3      | België        | 5    | 3      | 6     | 14     |
| 4      | Schotland     | 4    | 2      | 6     | 12     |
| 5      | Malta         | 2    | 3      | 4     | 9      |
| 6      | Finland       | 2    | 2      | 1     | 5      |
| 7      | Noord-Ierland | 2    | 1      | 6     | 9      |
| 8      | Ierland       | 1    | 4      | 9     | 14     |
| 9      | IJsland       | 1    | 3      | 2     | 6      |
| 10     | Estland       | 1    | 1      | 2     | 4      |
| 11     | Polen         | 1    | 1      | 0     | 2      |
| 12     | Nederland     | 0    | 1      | 5     | 6      |
| 13     | Rusland       | 0    | 1      | 0     | 1      |
| 14     | Duitsland     | 0    | 0      | 4     | 4      |
| 15     | Israël        | 0    | 0      | 2     | 2      |
| 15     | Oostenrijk    | 0    | 0      | 2     | 2      |
| 17     | Man           | 0    | 0      | 1     | 1      |
| 17     | Noorwegen     | 0    | 0      | 1     | 1      |
| Totaal | Totaal        | 34   | 34     | 68    | 136    |